# Re-Idolized
Albums de W.A.S.P.
Golgotha
(2015) Aucun
Re-Idolized est un album enregistré à l'occasion des 25 ans de la sortie de l'opéra-rock The Crimson Idol.
Le coffret comporte deux CD audio ainsi qu'un DVD et un Bluray du film réalisé par Ralph Ziman. Par rapport à l'original, l'album comprend cinq nouveaux morceaux — Michael's Song, Hey Mama, The Lost Boy, The Peace et Show Time — ainsi qu'une reprise de l'album Golgotha — Miss You. Le film est celui projeté sur scène lors de la tournée Re-Idolized: The 25th Anniversary Of The Crimson Idol.

## Liste des titres
| No | Titre                                        | Durée |
| -- | -------------------------------------------- | ----- |
| 1. | The Titanic Overture                         | 3:31  |
| 2. | The Invisible Boy                            | 4:18  |
| 3. | Arena of Pleasure                            | 6:05  |
| 4. | Chainsaw Charlie (Murders in the New Morgue) | 7:43  |
| 5. | The Gypsy Meets the Boy                      | 4:14  |
| 6. | Michael's Song                               | 1:51  |
| 7. | Miss You                                     | 8:05  |
| 8. | Doctor Rockter                               | 4:01  |

| No  | Titre                          | Durée |
| --- | ------------------------------ | ----- |
| 9.  | I Am One                       | 6:27  |
| 10. | The Idol                       | 6:43  |
| 11. | Hold on to My Heart            | 4:13  |
| 12. | Hey Mama                       | 1:41  |
| 13. | The Lost Boy                   | 4:35  |
| 14. | The Peace                      | 5:58  |
| 15. | Show Time                      | 1:11  |
| 16. | The Great Misconceptions of Me | 9:57  |

## Composition du groupe
- Blackie Lawless : chants, guitare, claviers, basse, percussions
- Doug Blair : guitare solo et chœurs
- Mike Dupke : batterie sauf sur le morceau The Peace
- Frankie Banali : batterie sur le morceau The Peace
- Aquiles Priester : batterie sur la tournée[1]